# Chiesa di San Bartolomeo (Teramo)
La chiesa di San Bartolomeo è un luogo di culto cattolico edificato nel centro storico della città di Teramo.
Apre la sua facciata, stretta tra le case, in via del Teatro Antico, nelle adiacenze dei ruderi del Teatro romano ed appartiene al territorio della locale parrocchia del Carmine nella diocesi di Teramo-Atri.

## Storia

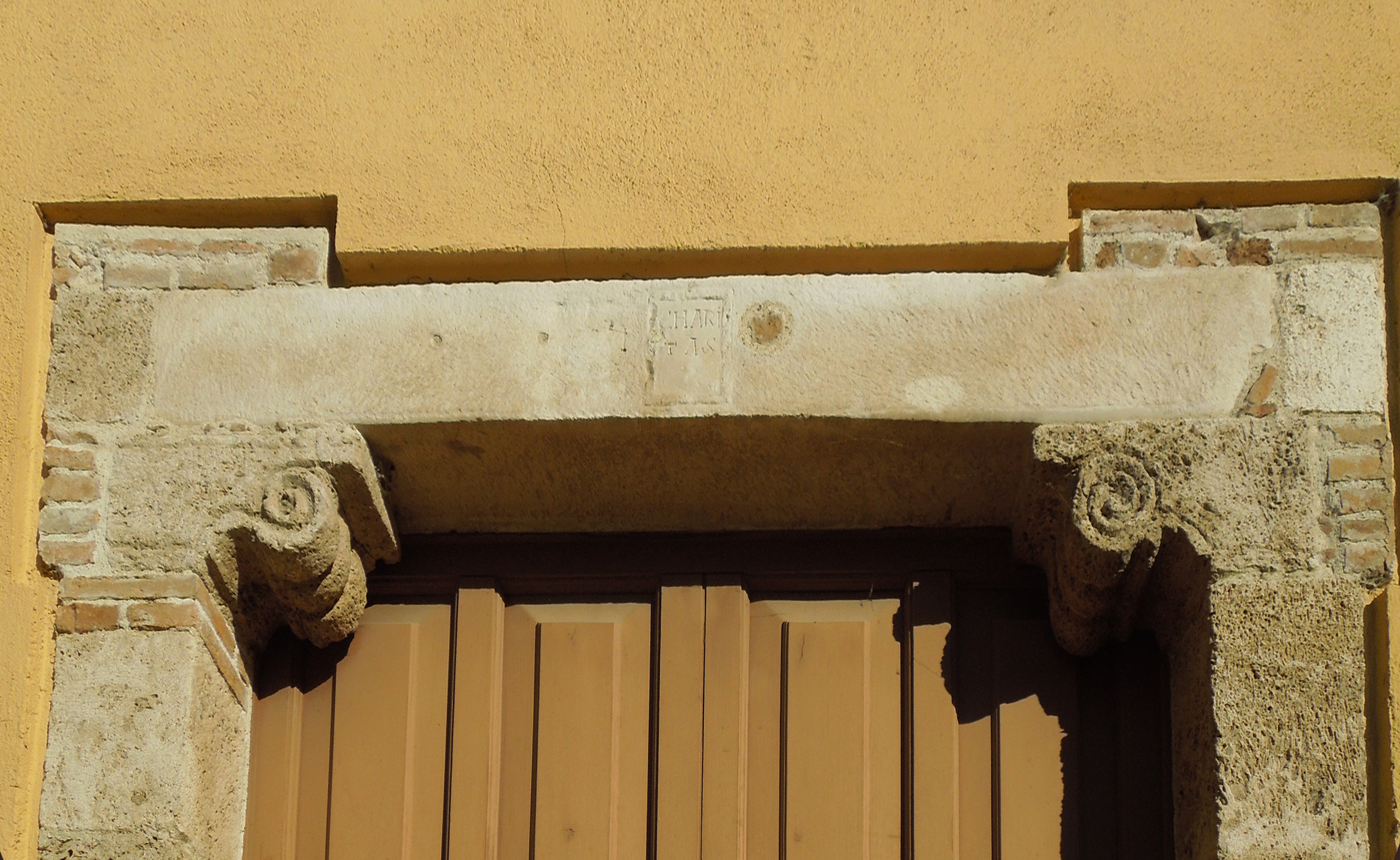
Portale

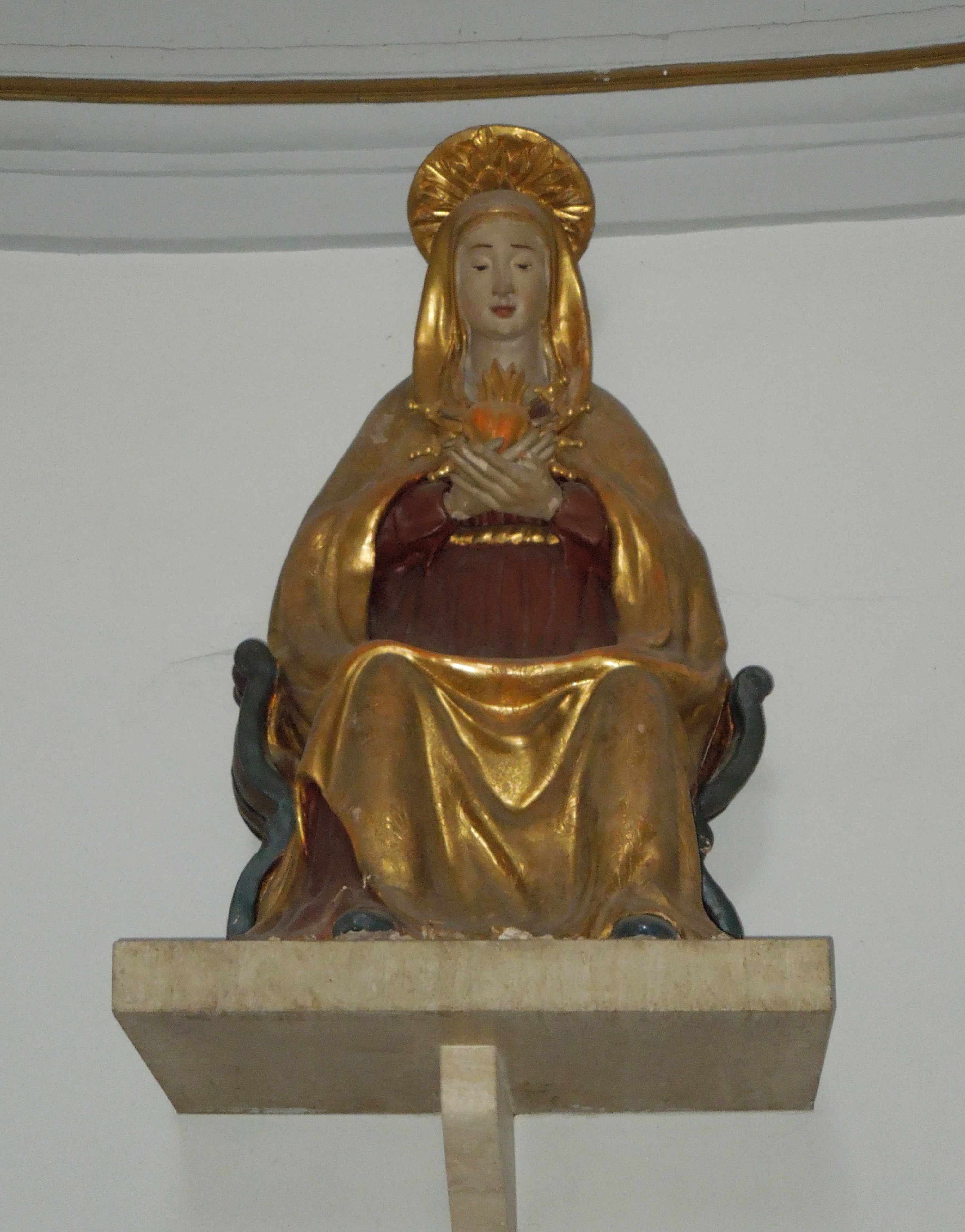
Madonna in terracotta

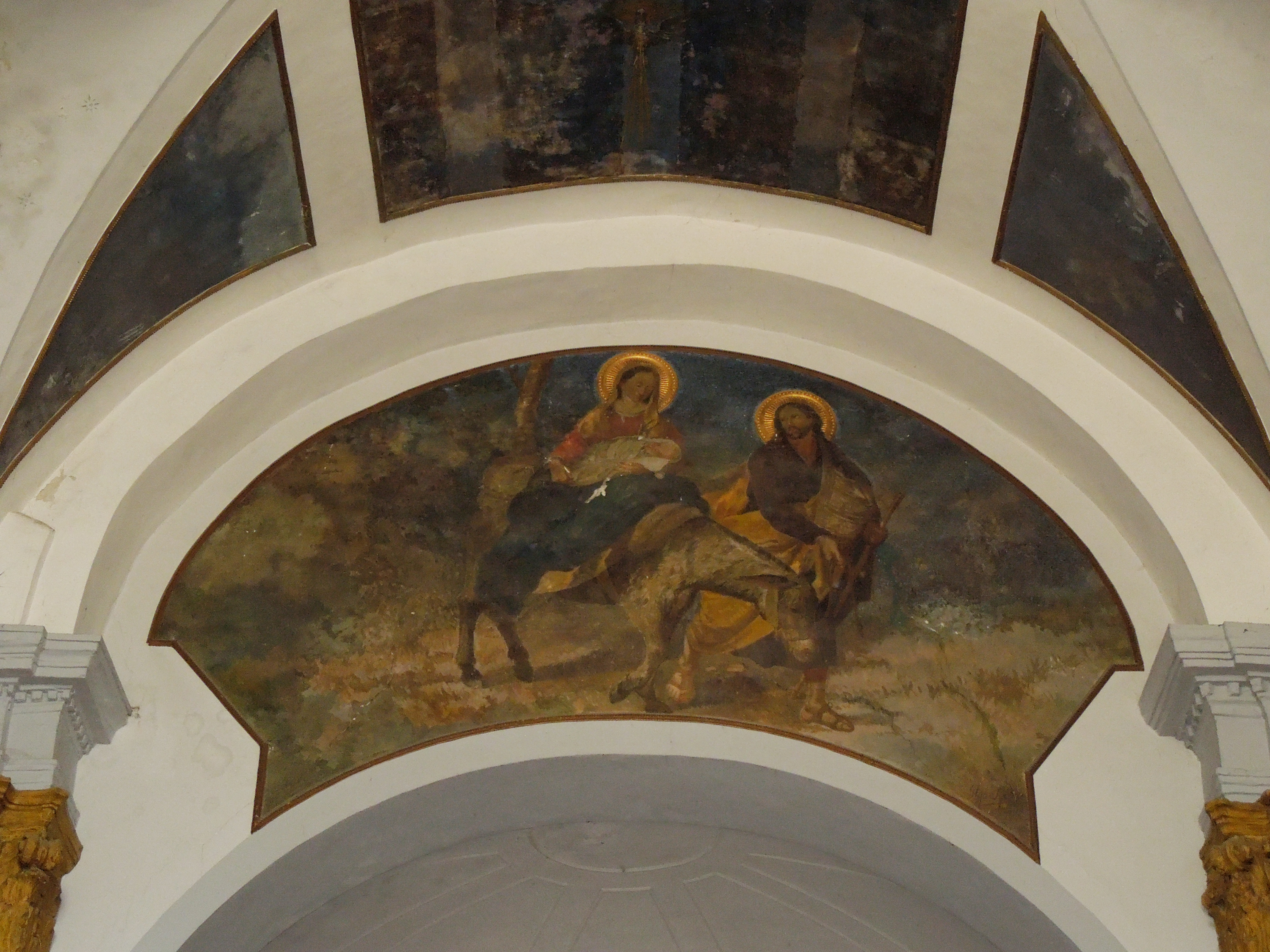
Fuga in Egitto

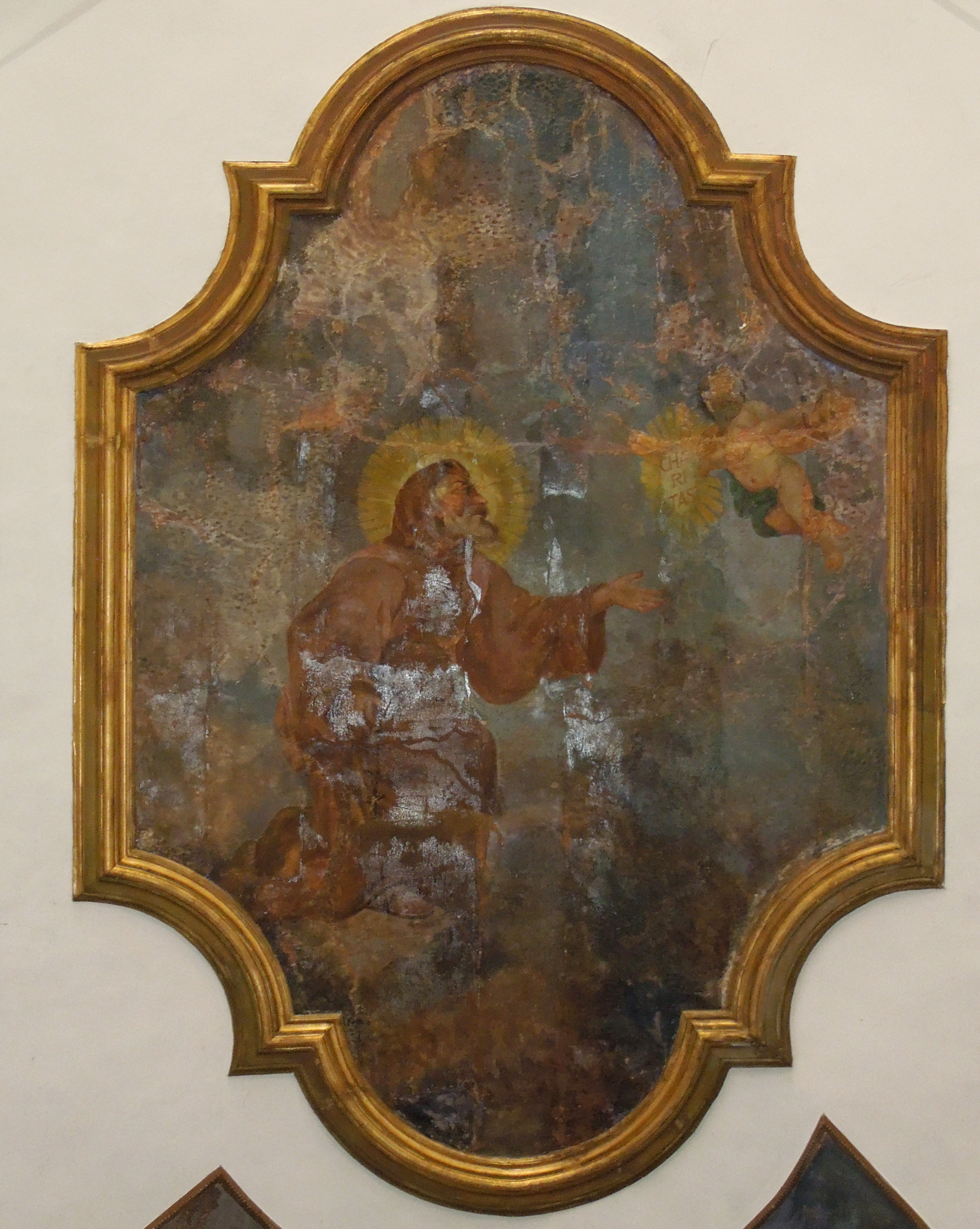
Beatificazione di San Bartolomeo

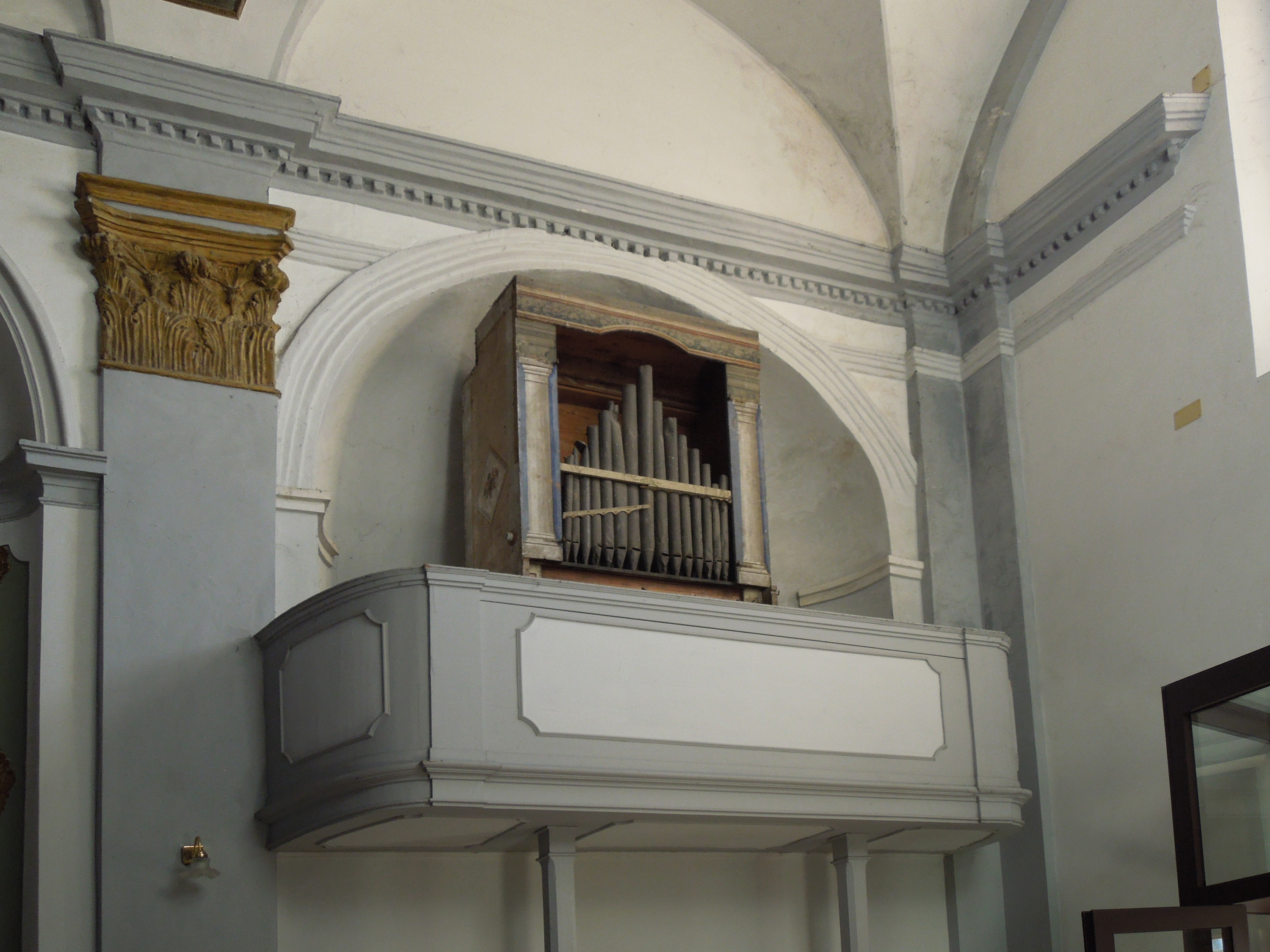
Organo a canne costruito da Adriano Fedri

Le fonti documentali non consentono l'individuazione della data precisa di erezione che gli storici collocano all'inizio del XVI secolo.
Dagli scritti di Niccola Palma, si apprende che vi fossero stati istituiti dei canonicati divisi in quattro cappellanie intitolate alla «Concezione» e che la sua costruzione sia riconducibile alla volontà della famiglia Urbani su un'area di loro proprietà. A sostegno di questa ipotesi concorrono i contenuti delle relazioni di alcune visite pastorali del vescovo Tommaso Alessio de' Rossi (1731-1749) che descrive le abitazioni della suddetta famiglia nei luoghi vicini alla piazza dove sorge la chiesa: «circum circa in platea dictae Ecclesiae». Riscontro che si trova anche nelle carte vescovili in cui l'edificio di culto è menzionato e collocato in «platea S. Clarae, seu spiazzo degli Urbani» ossia: nella piazza di Santa Chiara o spiazzo degli Urbani. Palma continua dicendo che l'intera struttura ha beneficiato di altri interventi conservativi eseguiti per riparare la facciata e la volta, ma la descrive, nel 1834, come una chiesa chiusa e abbandonata dove, in passato, sono stati eretti «pii legati e beneficj».

## Architettura
La piccola fabbrica è stata edificata su parte dei resti del teatro romano. Mostra semplici linee architettoniche ed è corredata da un campanile a vela a due luci posto sul prospetto posteriore. 
La facciata, attualmente intonacata, è aperta da un lineare portale in pietra sostenuto da mensole decorate con volute. 
L'architrave reca al centro l'iscrizione: CHARI/TAS.
Più in alto, tra l'ingresso ed il timpano, vi è il finestrone che rischiara il vano liturgico.
L'interno è costituito da un'unica aula, a pianta rettangolare con la zona presbiteriale absidata. Lungo le pareti longitudinali vi sono quattro nicchie che accolgono statue di santi, una grande tela e altari settecenteschi. A destra del varco d'ingresso è custodito un piccolo organo a canne costruito dal maestro organaro Adriano Fedri nell'anno 1777.

## Opere

### Statua della Madonna Addolorata in terracotta
Tra i beni storico artistici presenti nella chiesa si annovera la statua della Madonna, ascrivibile al XVII secolo, in terracotta, legno e doratura, che misura 105 x 70 cm. È stata posta sopra una mensola al centro della curvatura presbiteriale. Il manufatto mostra cura nei particolari e una piacevole espressione del volto, appartiene alla produzione della scuola di scultura figula esistita nel piccolo borgo di Nocella di Campli. Tra le sue caratteristiche si notano l'aureola in legno dorato, le mani in legno staccabili dal corpo, le maniche della tunica con risvolto e pregevoli incisioni floreali sul mantello. In origine era stata plasmata come rappresentazione della Madonna adorante in trono con il Bambino, ai nostri giorni è priva del Bambino ed appare trasformata in Maria Addolorata con l'aggiunta del cuore trafitto da sette spade stretto tra le mani.

### I dipinti
La copertura a capanna del soffitto è adornata da dipinti eseguiti, con la tecnica della pittura a tempera, dall'artista Ugo Sforza (1886-1948) nei primi anni del XX secolo, compresi tra il 1930 e il 1931. Le opere sono censite e descritte nel Catalogo generale dei Beni Culturali.  Tra questi: la Fuga in Egitto, del 1930, (2 x 3,8 m); gli Evangelisti, del 1930, (1,5 x 2); il Martirio di San Bartolomeo, del 1930, (3 x 2 m)  e la Beatificazione di San Bartolomeo, del 1931, (3 x 2 m).